# Ángel Gabilondo
Ángel Gabilondo Pujol (ur. 1 marca 1949 w San Sebastián) – hiszpański filozof, nauczyciel akademicki i polityk, profesor, w latach 2002–2009 rektor Universidad Autónoma de Madrid, od 2009 do 2011 minister edukacji, rzecznik praw obywatelskich.

## Życiorys
Ukończył studia z zakresu filozofii na Universidad Autónoma de Madrid, po czym doktoryzował się na tej uczelni na podstawie pracy poświęconej filozofii Georga Hegla. Zawodowo związany z macierzystym uniwersytetem, objął na nim stanowisko profesora metafizyki klasycznej. Od 1986 był prodziekanem, następnie od 1989 do 1992 dziekanem wydziału filozofii i literatury. W latach 2002–2009 zajmował stanowisko rektora Universidad Autónoma de Madrid, od 2007 jednocześnie przewodniczył CRUE, konferencji rektorów hiszpańskich uniwersytetów.
W kwietniu 2009 powierzono mu funkcję ministra edukacji w drugim gabinecie José Luisa Zapatero. Urząd ten sprawował do grudnia 2011. W 2015 był kandydatem Hiszpańskiej Socjalistycznej Partii Robotniczej (PSOE) na prezydenta wspólnoty autonomicznej Madrytu. Wszedł w skład regionalnego parlamentu, obejmując w nim funkcję przewodniczącego frakcji socjalistycznej. W 2019 i 2021 ponownie wybierany na posła do Zgromadzenia Madryckiego, w obu tych wyborach ponownie ubiegał się o regionalną prezydenturę.
W 2021 został następnie powołany na urząd rzecznika praw obywatelskich.

## Odznaczenia
Odznaczony Krzyżem Wielkim Orderu Karola III (2011).